# A hét mesterlövész (film, 1960)
A hét mesterlövész (eredeti cím: The Magnificent Seven) 1960-ban bemutatott színes amerikai westernfilm, mely John Sturges rendezésében készült Kuroszava Akira A hét szamuráj című klasszikusának amerikai feldolgozásaként.

## Történet
Mikor a mexikói határnál élő parasztok megelégelik, hogy Calvera (Eli Wallach) rendszeresen elviszi élelmüket, és ezzel az életbenmaradásukat teszi kockára, elhatározzák, hogy tesznek ellene valamit. A falujuk közelében élő öregembertől (Vladimir Sokoloff) kérnek tanácsot. Az ő tanácsát követve hárman elindulnak, hogy fegyvereket vegyenek. Ehhez kérik Chris (Yul Brynner) segítségét, aki azonban azt tanácsolja, hogy fegyverek vásárlása helyett, amivel nem tudnak bánni, inkább fogadjanak fel puskás embereket. Rövid győzködés után ő maga lesz az első a védelmezők közül és rögtön elterjeszti a hírt, hogy embereket keres. Elsőnek az ifjonc, magát hősnek gondoló Chico (Horst Buchholz) jelentkezik, ám a Chris által kitalált reflexpróbának Chico nem felel meg, ezért megszégyenülve elrobog. Ekkor jelentkezik Chris régi barátja, Harry Luck (Brad Dexter) aki, mint kiderül, egy feltételezett nagy zsákmány reményében csatlakozna a küldetéshez. Chris azonban eleinte az ő ajánlkozását sem tekinti meggyőzőnek. Ezzel szemben Vin-ben (Steve McQueen) feltétlenül megbízik, és ő az, aki tulajdonképpen az első társa a főhősnek. Később Harry Luck ajánlatára Chris és Vin felkeresi Bernardo O'Reilly-t (Charles Bronson), a hallgatag gyerekszerető férfit, majd a még hallgatagabb Britt-et (James Coburn), akit épp egy párbaj közben találnak. Utoljára Lee, az úriember fejvadász (Robert Vaughn) csatlakozik a csoporthoz, de útközben Chris meggyőződik Chico rátermettségéről és őt is a társukká fogadják.
A faluba érve pár napig azzal foglalkoznak, hogy csapdát állítsanak Calvera bandájának. Nem sokra rá megérkezik Calvera és csodálkozva veszi észre, hogy csapdába sétált be, ahonnan csak veszteségek árán tud szabadulni. Az első sikeres győzelem utáni emelkedett hangulatot azonban hamar lerombolja azzal, hogy a falu közelében marad. Ezzel olyan feszültséget kelt a falu lakóiban, hogy Sotero (Rico Alaniz) elárulja a védelmezésükre érkezetteket.
Calvera ugyan elfogja a hét férfit, de különböző indokok miatt el is engedi őket, amivel azt éri el, hogy már másnap visszatérnek, és felveszik ellene a harcot. Kezdetben csak maguk vannak, és csak némi bátorságmerítés után csatlakoznak hozzájuk a földművesek, és bár győznek, ők is súlyos veszteségeket szenvednek el. Elsőnek Harry Luck esik el, miközben próbál segíteni bajba jutott barátján. A második áldozat Lee, miután bátorságát összeszedve kiszabadít néhány parasztot. Britt ő utána hunyt el, holttestét Chris egy kőrakás mögött találja meg. Az utolsó veszteség Bernardo, aki azokat a gyerekeket menti meg, akik felnéznek rá és pont őrá akarnak vigyázni.
A csata végeztével Chris és Vin elhagyják a falut, Chico pedig szerelmével marad. Itt hangzik el Chris legnagyobb igazsága, mellyel tulajdonképpen a western-mítoszt zárja le: „Csak a parasztok nyertek. Mi mindig csak veszítünk.”

## Szereplők
| Szerep                          | Színész                 | Magyar hang (1. szinkron, 1976) | Magyar hang (2. szinkron) |
| ------------------------------- | ----------------------- | ------------------------------- | ------------------------- |
| Chris Adams                     | Yul Brynner             | Csíkos Gábor                    | Bolla Róbert              |
| Calvera                         | Eli Wallach             | Agárdy Gábor                    | Barbinek Péter            |
| Vin                             | Steve McQueen           | Fülöp Zsigmond                  | Szerémi Zoltán            |
| Bernardo O’Reilly               | Charles Bronson         | Koncz Gábor                     | ?                         |
| Lee                             | Robert Vaughn           | Perlaki István                  | ?                         |
| Harry Luck                      | Brad Dexter             | Bujtor István                   | Garai Róbert              |
| Britt                           | James Coburn            | Bárány Frigyes                  | ?                         |
| Chico                           | Horst Buchholz          | Kalocsay Miklós                 | Szokol Péter              |
| Hilario                         | Jorge Martínez de Hoyos | Szirtes Ádám                    | ?                         |
| Az Öreg                         | Vladimir Sokoloff       | ?                               | Uri István                |
| Petra                           | Rosenda Monteros        | Zsurzs Kati                     | ?                         |
| Sotero                          | Rico Alaniz             | Kristóf Tibor                   | ?                         |
| Tomas                           | Pepe Hern               | Korbuly Péter                   | ?                         |
| Miguel                          | Natividad Vacío         | Szokolay Ottó                   | ?                         |
| Henry, ruhakereskedő            | Val Avery               | Hadics László                   | ?                         |
| Chamlee, temetkezési vállalkozó | Whit Bissell            | Verebes Károly                  | ?                         |
| Robert, Henry útitársa          | Bing Russell            | Budai István                    | ?                         |
| Miguel                          | John A. Alonzo          | ?                               | ?                         |
| Wallace                         | Robert J. Wilke         | ?                               | ?                         |

További magyar hangok (1. magyar szinkron): Elekes Pál, Izsóf Vilmos, Uri István

## Háttér
A film azon ritka westernek egyike, melyben nem szerepelnek indiánok. A hét mesterlövészt játszó színész közül öt addigra már ismert volt a közönség szemében, Charles Bronsonnak és Horst Buchholznak azonban ez a film hozta meg a hírnevet, annak ellenére, hogy Bronsonnak akkorra már volt egy filmfőszerepe, a Géppuskás Kelly. A rendezőnek a tizedik alkotása volt ez a film, mely Kuroszava Akira A hét szamuráj történetének átirata,  módosítása a vadnyugati környezethez. A hét szereplő a vadnyugati hős hét különböző arculatát árnyalja.

## Folytatások, feldolgozások, utóhatás
1966-ban Burt Kennedy rendezésében mutatták be A hét mesterlövész visszatér (Return of the Seven) címmel (A hét bátor mindig győz valamint A nagyszerű hét visszatérése címen is ismert) a film folytatását. Az eredeti szerepek közül csak Chris, Vin, Chico és Petra jelenik meg, azonban az eredeti színészek közül csak Yul Brynner. Vin szerepét ebben a filmben Robert Fuller, Chicót Julián Mateos, Petrát Elisa Montés jelenítette meg. A hetes többi tagja: Warren Oates (Colbee), Claude Akins (Frank), Virgilio Teixeira (Luis Emilio Delgado) és Jordan Christopher (Manuel De Norte).
A további két részben már Chris szerepét sem Brynner alakította. Az 1969-es A hét mesterlövész telibe talál (Guns of the Magnificent Seven) című filmben George Kennedy kapta a szerepet, társait pedig James Whitmore (Levi), Monte Markham (Keno), Reni Santoni (Max), Bernie Casey (Cassie), Scott Thomas (P.J.) és Joe Don Baker (Slater) elevenítette meg. A filmet Paul Wendkos rendezte.
A filmsorozat utolsó részeként 1972-ben megjelenő Újra nyeregben a hét mesterlövész (The Magnificent Seven Ride!) című film rendezési jogát George McCowan, Chris szerepét pedig Lee van Cleef kapta. Társai: Pedro Armendáriz Jr. (Pepe Carral), Luke Askew (Mark Skinner), Michael Callan (Noah Forbes), Ed Lauter (Scott Elliot), William Lucking (Walt Drummond), és James Sikking (Andy Hayes) lettek.
Az eredetileg 1993–1999 között bemutatott Star Trek: Deep Space Nine sci-fi sorozatban két alkalommal is adóztak a filmnek. A két részes Múlt idő idő című részben a vendégszereplők egy része a westernfilm főszereplőinek neveit kapta: Dick Miller Vin, Tina Lifford Lee nevét. Jim Metzler és  Al Rodrigo pedig összekombinált neveket kapott. Előbbiét Yul Brynner és az általa alakított szereplő nevéből állították össze Christopher Brynnerré) utóbbiét pedig Charles Bronson Bernardo és Eli Wallach Calvera nevéből kombinálták össze.
Később, a hatodik évad tizedik részében tisztelegtek a film előtt a sorozat készítői. Az epizód eredeti címe, The Magnificent Ferengi hasonlít a western eredeti címére (The Magnificent Seven), és a magyar fordítás (A hat mesterlövész) is visszaadja az utalást. A címen kívül történetben is van hasonlóság: Quark, Rom és Nog hasonló kézjelekkel mutatja be, hogy hányan vannak, mint az eredeti filmben Yul Brynner és Steve McQueen.
1998-ban televíziós sorozatot indítottak a mesterlövészek történetével. A három évig futó, két évadot és 22 részt megért sorozatban Christ Michael Biehnre, Vint pedig Eric Close-ra osztották. A másik öt mesterlövészt Ron Perlman (Josiah Sanchez), Dale Midkiff (Buck Wilmington), Andrew Kavovit (John 'J.D.' Dunne), Anthony Starke (Ezra Standish), és Rick Worthy (Nathan Jackson) formálta meg. A sorozat hat részében látható az eredeti filmben szereplő Robert Vaughn (Oren Travis bíró) és egy részében a negyedik filmből Ed Lauter (Hank Conley) is. Rick Worthy személyében pedig másodszor került afroamerikai színész a hetek közé.
2016-ban, 56 évvel az eredeti után mutatták be a remeke változatot, A hét mesterlövész (azaz az eredetivel megegyező) címmel. Annak ellenére, hogy teljesen más az alaptörténet és a szereplők, utóbbiaknál egyértelmű utalások fedezhetőek fel az eredeti szereplőkre:
A Chris Pratt által alakított Josh Faraday például elmond egy történetet egy fickóról, aki kiesik egy épület ötödik emeletéről, és minden emeletnél azt mondja: „Eddig még jó”. Ugyanezt a történetet mondja el Steve McQueen (Vin) is az eredeti filmben, azzal a különbséggel, hogy nála tízemeletes épület szerepel. További párhuzamok figyelhetőek meg abban, hogy Chris (Yul Brynner) és Sam (Denzel Washington) a csapatvezetők fekete ruhát viselnek. Vin és Faraday egyaránt szerencsejátékosok. Goodnight Robicheaux  (Ethan Hawke) Leehez (Robert Vaughn) hasonlóan gyenge idegzetű. Billy Rocks (Byung-Hun Lee) és Britt (James Coburn) közös jellemvonása a késekkel való hatékony bánásmód. Vasquez (Manuel Garcia-Rulfo) és Chico (Horst Buchholz) mindketten mexikóiak, bár Chico sokkalta kevésbé tapasztalt. Vörös Aratás (Martin Sensmeier) indiános kinézetében vonható párhuzamba Bernado O'Reilly (Charles Bronson) szerepével (Bronson többször is alakított indiánszerepeket). Harry  Luck (Brad Dexter) nagy, impozáns ember amiben Jack Horne-hoz (Vincent D’Onofrio) hasonlít.

## Díjak, jelölések[13]
Oscar-díj (1961)
- jelölés: legjobb eredeti filmzene – Elmer Bernstein[14][15]

Laurel Awards (1961)
- jelölés: legjobb akciódráma (2. hely)
- jelölés: legjobb férfi színész – Yul Brynner (5. hely)
- jelölés: legjobb filmzene – Elmer Bernstein (4. hely)